# Fox Digital Entertainment
Fox Digital Entertainment war ein amerikanischer Entwicklerstudio und Herausgeber von digitalen Inhalten, mobilen Anwendungen und Videospielen. Die Anwendungen hingen alle im Zusammenhang mit Produkten von 20th Century Fox.

## Geschichte
Fox Digital Entertainment wurde 2010 gegründet und übernahm viele der Projekte im Zusammenhang mit 21st Century Fox-Produkten von Fox Interactive, 20th Century Fox Games (seit 2022 20th Century Games) und Fox Mobile Entertainment.
2017 wurde es aufgelöst und in FoxNext integriert.

## Produkte

### Apps
| Titel                          | Veröffentlichung   | Plattformen  |
| ------------------------------ | ------------------ | ------------ |
| Chipwrecked: Chipmunk Coloring | 3. Juli 2013       | Android      |
| The Croods Coloring Storybook  | 30. September 2013 | Android      |
| Epic Coloring and Storybook    | 8. Oktober 2013    | Android      |
| FOX 4D                         | 25. November 2013  | Android, iOS |
| Fox Digital Copy               | 30. August 2013    | Android      |
| FoxFast eBrochure              | 24. Juli 2013      | iOS          |
| Own The Moments                | 18. Juni 2012      | Android, iOS |
| Prometheus Weyland Corp App    | 28. Januar 2014    | Android, iOS |
| Rio: Coloring with Blu         | 3. Juli 2013       | Android      |
| Skyfall Gun Barrel             | 18. Februar 2013   | Android, iOS |
| Sons of Anarchy                | 24. Oktober 2013   | Android      |
| The Wolverine Second Screen    | 18. Dezember 2013  | Android, iOS |
| X-Men Movies Cerebro           | 23. Mai 2014       | Android, iOS |

### Videospiele
| Titel                                                    | Veröffentlichungsdatum | Plattformen                                                                      | Entwickler                                                     | Publisher                 |
| -------------------------------------------------------- | ---------------------- | -------------------------------------------------------------------------------- | -------------------------------------------------------------- | ------------------------- |
| Die Simpsons: Springfield                                | 1. März 2012           | Android, iOS                                                                     | EA Mobile Fox Digital Entertainment Gracie Films               | EA Mobile                 |
| AVP: Evolution                                           | 6. August 2014         | Android, iOS, Ouya                                                               | Angry Mob Games                                                | Fox Digital Entertainment |
| The Chronicles of Narnia: The Voyage of the Dawn Treader | 18. November 2010      | iOS                                                                              | Gameloft                                                       | Fox Digital Entertainment |
| Predators                                                | 8. Oktober 2013        | Android, iOS                                                                     | Angry Mob Games                                                | Fox Digital Entertainment |
| Movie Slam                                               | 22. Juli 2013          | Facebook, iOS                                                                    |                                                                | Fox Digital Entertainment |
| Kung Fu Panda ProtectTheValley                           | 6. November 2013       | Android, iOS                                                                     |                                                                | Fox Digital Entertainment |
| Ice Age: Pirate Picasso                                  | 3. Juli 2013           | Android, iOS                                                                     |                                                                | Fox Digital Entertainment |
| Family Guy: Mission Sachensuche                          | 10. April 2014         | Android, iOS                                                                     | TinyCo                                                         | Fox Digital Entertainment |
| Angry Birds Rio                                          | 22. März 2011          | iOS, Android, OS X, Windows, Symbian, WebOS, BlackBerry Tablet OS, Windows Phone | Rovio Entertainment Fox Digital Entertainment Blue Sky Studios | Rovio Entertainment       |